# 田中孝彦 (教育学者)
田中 孝彦（たなか たかひこ、1945年 - ）は、日本の教育学者、専門は教育思想、臨床教育学。東京経済大学、北海道大学、都留文科大学、武庫川女子大学などで教鞭を執った。1994年～2009年教育科学研究会委員長。（2020年現在）教育科学研究会常任委員、日本臨床教育学会会長、地域民主教育全国交流研究会代表、教育子育て九条の会呼びかけ人。

## 経歴
1945年秋、北平に生まれる。
1968年、東京大学法学部政治学科を卒業、その後東京大学大学院教育学研究科へ進んだ。
1975年に東京大学教育学部助手となり、1980年に東京経済大学助教授に転じて、1986年に教授に昇任した。1995年に北海道大学教育学部助教授となり、2000年に北海道大学大学院教育学研究科教授となった。1999年から2001年にかけては日本教育学会理事、常任理事を務めた。
2003年に北海道大学を退職して都留文科大学教授となり、さらにその後、武庫川女子大学大学院臨床教育学研究科教授となって、2016年まで在職した。
以降は活動の拠点を東京においている。

## 著書

### 単著
- 子どもの発達と人間像、青木書店、1983年
- 子育ての思想、新日本出版社、1983年
- 新しい保育論へのアプローチ、ひとなる書房、1985年
- 人間としての教師、新日本出版社、1988年
- 子どもらしさのこれまでこれから、新日本出版社、1990年
- 人が育つということ、岩波書店、1994年
- 保育の思想、ひとなる書房、1998年
- 子どもの人間形成と教師、新日本出版社、1998年
- 生き方を問う子どもたち、岩波書店、2003年
- 子どもたちの声と教育改革、新日本出版社、2008年
- 子ども理解 : 臨床教育学の試み、岩波書店、2009年
- 子ども理解と自己理解、かもがわ出版、2012年

### 共著
- （山田洋次との共著）寅さんの人間論 (岩波ブックレット ; no.162)、岩波書店、1990年
- （山田洋次との共著）寅さんの学校論 (岩波ブックレット ; no.326)、岩波書店、1993年

### 編著
- 現代の発達援助実践と教師像、群青社, 2008年

### 共編著
- （佐藤博、宮下聡との共編著）中学教師もつらいよ、大月書店、1999年
- （皇紀夫、小林剛との共編著）臨床教育学序説、柏書房、2002年
- （久冨善之との共編著）希望をつむぐ学力、明石書店、2005年
- （森博俊、筒井潤子との共編著）教師の子ども理解と臨床教育学、群青社、2006年
- （世取山洋介との共編著）安倍流「教育改革」で学校はどうなる、大月書店、2007年
- （森由己との共編著）フィンランドの高校生たちが人生について考えていること、群青社、2008年
- （森博俊、庄井良信との共編著）創造現場の臨床教育学、明石書店、2008年
- （佐藤学、小森陽一、教育子育て九条の会との共編著）いのち、学び、そして9条 : いきいき!子どもたち、高文研、2010年
- （藤田和也、教育科学研究会との共編著）現実と向きあう教育学 : 教師という仕事を考える25章、大月書店、2010年
- （田中昌弥、杉浦正幸、堀尾輝久との共編著）戦後教育学の再検討 上/下、東京大学出版会、2022年